# USS Alligator (1813)
USS Alligator – amerykański slup wykorzystywany w czasie wojny brytyjsko-amerykańskiej. Druga jednostka United States Navy nosząca tę nazwę.
"Alligator" został zakupiony przez Marynarkę w 1813 w Nowym Orleanie z przeznaczeniem przebudowy na kanonierkę. Wszedł do służby jako tender w Nowym Orleanie i służył w tym mieście pod dowództwem Sailing Master Richarda S. Shepparda do końcowego okresu 1814.
Gdy Brytyjczycy weszli na jezioro Borgne wczesnym rankiem 14 grudnia 1814 "Alligator" podjął próbę dołączenia do innych amerykańskich kanonierek na jeziorze. Jednak brytyjskie jednostki szybko otoczyły go i przechwyciły. W ten sposób wziął udział w przegranej bitwie na jeziorze Borgne, ale kupiono w ten sposób czas potrzebny generałowi Andrew Jacksonowi do umocnienia obrony Nowego Orleanu.
Dalsza służba, już pod banderą brytyjską pozostaje nieznana.